# Селище (Селижаровский район)
Селище — посёлок (в 1940—2001 гг. — посёлок городского типа) в Селижаровском районе Тверской области России. 
Центр Селищенского сельского поселения.
Расположен на берегу озера Волго на реке Волга в 16 км к западу от районного центра Селижарово, в 5 км от железнодорожной станции Скакулино (на линии «Торжок—Соблаго»). Селищенский автомобильный мост через Волгу соединяет посёлок с деревней Хотошино, и дальше, с автодорогой «Ржев—Осташков».
Селищенская средняя школа, Дом культуры, почта, офис врача общей практики, магазины.
Братская могила погибших в годы Великой Отечественной войны, похоронено 163 воина.

## Инфраструктура
Селищенская средняя школа

## Население
| 1859  | 1889 | 1959  | 1970  | 1979  | 1989  | 2002  |
| ----- | ---- | ----- | ----- | ----- | ----- | ----- |
| 245   | ↗374 | ↗2938 | ↘2488 | ↘1853 | ↘1543 | ↘1062 |
| 2008  | 2010 |       |       |       |       |       |
| ↘1003 | ↘792 |       |       |       |       |       |

## Экономика

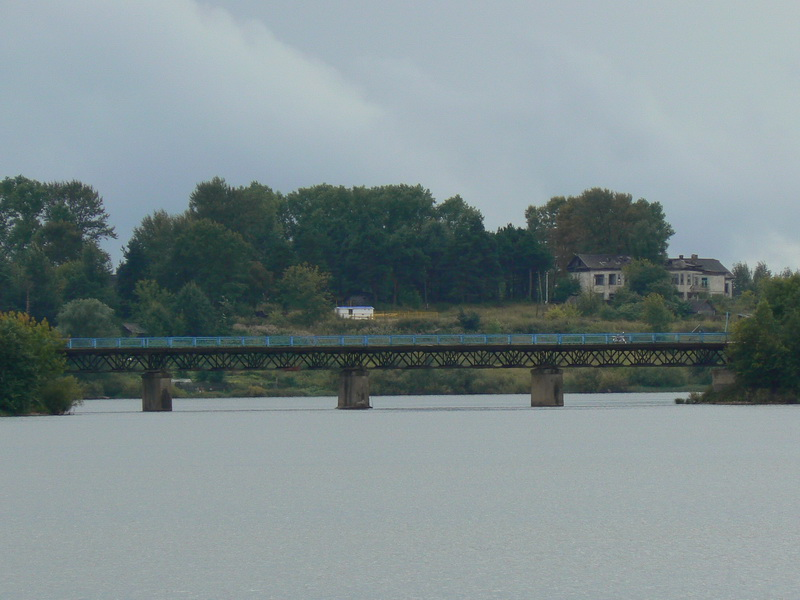
Селищенский мост через Волгу в посёлке

- МУП «Селижаровское автотранспортное предприятие». (закрыто, в 2024 году на его месте был открыт магазин «Магнит»).
- АОЗТ «Селижаровский комбинат строительных материалов» (основан в 1951 году; закрыт).
- Цех по выпуску мягкой мебели (закрыт).

## История
В 1859 году владельческая деревня Селищи, при озере Волго, 34 двора, 245 жителей. Во второй половине XIX века относилась к Хотошинской волости Осташковского уезда Тверской губернии.
С 1940 года — посёлок городского типа.
Место ожесточенных боев с фашистскими захватчиками в январе 1942 года.
В июне 2001 года постановлением Законодательного собрания Тверской области рабочий посёлок (пгт) Селище преобразован в сельский населённый пункт — посёлок Селище.

## Достопримечательности
- Верхневолжский бейшлот — плотина в верховьях реки Волги, образующая Верхневолжское водохранилище, объединяющее в единый бассейн озёра Волго, Пено, Вселуг и Стерж. Расположена в 3 км ниже посёлка. Начало природного парка «Верхняя Волга». К сожалению, пройти на неё нельзя.